# Near You
Near You ist ein Popsong des Komponisten und Bandleaders Francis Craig und des Songtexters Kermit Goell. Das Lied war der erfolgreichste Musiktitel des Jahres 1947 in den USA. Die Single von Francis Craig war die meistverkaufte Platte des Jahres 1947. Near You ist der Titel mit der längsten Verweildauer – 17 aufeinander folgende Wochen – auf dem ersten Platz einer US-Hitparade. Der Titel ist ein Standard in der US-Popmusik.

## Die Originalversion von Francis Craig

### Entstehung

Francis Craig – Near You

Nachdem 1947 der Vertrag mit dem Hermitage Hotel in Nashville, dessen Hausband Francis Craigs Bigband 21 Jahre lang seit Mitte der 1920er Jahre war, und mit dem Radiosender NBC, der die Auftritte von Craigs Band landesweit übertragen hatte, ausliefen, nahm Craig bei der 1946 in Nashville gegründeten Plattenfirma Bullet Records seine Abschiedssingle auf. Auf die A-Seite kam seine Erkennungsmelodie Red Rose, auf die B-Seite die neue Komposition Near You (Bullet 1001). Der Titel wurde am 20. Januar 1947 in dem gerade neu gegründeten Tonstudio Castle Studio in Nashville aufgenommen. Den Gesangspart übernahm der blinde Sänger und Trompeter seiner Band, Bob Lamm. Die Platte wurde produziert von Owen Bradley, und es war der erste Millionenhit, der in Nashville produziert wurde. Es war der zweite Nummer-eins-Hit überhaupt, der von einem Independent-Label veröffentlicht wurde.

### Musikalischer Aufbau und Text
Die Originalaufnahme in G-Dur besteht aus fünf Teilen: In den ersten beiden Fünfteln spielt Craig die Melodie auf dem Klavier, nur unterstützt durch eine dezente Rhythmusgruppe. Danach bricht der Song knapp ab und Bob Lamm singt in den nächsten beiden Fünfteln unterstützt von einer stärker in den Vordergrund tretenden Rhythmusgruppe und den Bläsern der Bigband die erste Strophe, nach einem kurzen musikalischen Zwischenspiel die zweite Strophe. Nach einem erneuten Bruch besteht das letzte Fünftel mit Craigs Klaviersolo aus einer Wiederholung des ersten Fünftels.
Der Text drückt in verschiedenen Variationen lediglich den Wunsch des lyrischen Ichs aus, den Rest seines Lebens in unmittelbarer – auch körperlicher – Nähe seiner Geliebten verbringen zu können. Sein Leben sei nur lebenswert, wenn er nah bei ihr sei.

### Erfolg
Nachdem die Platte erschienen war, spielten die Radiostationen – vor allem auf den Wunsch jugendlicher Hörer – nicht die A-Seite der Single, sondern die B-Seite Near You. Der in Nashville beheimatete Radiosender WSM, der der Versicherungsgesellschaft National Life gehörte (die Gesellschaft befand sich im Besitz seines Cousins Edwin Craig), sorgte durch zahlreiche Übertragungen des Songs für dessen Popularisierung im mittleren Süden und Westen der USA. Am 9. August 1947 wurde die Single, die zu diesem Zeitpunkt auf Grund der zahlreichen Radioübertragungen bereits ein Hit im mittleren Westen der USA war, im Billboard Magazine besprochen.
Am 9. August 1947 notierte Craig erstmals in den Radiocharts und erreichte am 30. August die Nummer 1. Am 6. September 1947 platzierte sich der Titel erstmals auch in allen anderen Pop-Hitparaden.
Anfang September meldete Bullet Records 400.000 Bestellungen. Das Pressen der Platte musste auf mehrere Schallplattenpressfirmen in Pittsburg, Boston und New York verlagert werden, wobei die größte Firma Apollo zehntausend Exemplare täglich herstellte. Als der Titel sich am 6. September erstmals auf Platz 6 in der Honor Roll of Hits platzieren konnte, waren bereits sechs Coverversionen auf dem Markt. Am 27. September 1947 stand der Titel an der Spitze folgender US-Hitparaden: Honor Roll Of Hits, Best-Selling Sheet Music, Records Most-Played On The Air, Best-Selling Popular Retail Records und Most-Played Juke Box Records. Bis Anfang November konnte sich der Titel an der Spitze aller fünf Hitparaden halten.
Am 27. September 1947 meldete der Musikverlag Supreme, der das Copyright des Titels besaß, dass die Druckversion der Notenblätter bereits über 300.000 mal verkauft worden seien.
Ab dem 2. Oktober 1947 startete das Craig Orchester eine Tournee an der Ostküste der USA, die in Baltimore begann und für die dem Orchester 2.500 $ pro Woche von dem Veranstalter gezahlt wurde. Da Craig bei seinen Auftritten auf der Bühne und im Radio sich immer als alleinigen Autor des Titels darstellte, schaltete Goell Anfang Dezember 1947 eine Rechtsanwaltskanzlei ein, um Craig – gegebenenfalls auch mit juristischen Maßnahmen – zu zwingen, Goell als Mitautor zu erwähnen.
In der am 12. Dezember 1947 endenden Woche notierte Near You letztmals auf Platz 1 der Honor Roll of Hits. Am 19. Dezember 1947 löste der Song Ballerina Near You auf Platz 1 ab.
In Großbritannien erschien der Titel bei Brunswick Records und erreichte Ende April 1948 auch den Spitzenplatz in den britischen Charts.
Die Single von Craig soll der früheste Fall eines größeren Bootlegs gewesen sein. Die kleine und unerfahrene Firma Bullet Records ließ – um den Bestellungen nachkommen zu können – alle möglichen Presswerke die Platte pressen, ohne überhaupt noch einen Überblick über die tatsächlichen Produktionszahlen zu haben. Don Pierce erinnert sich, dass nur ein Teil der gepressten Platten mit Bullet abgerechnet wurden, ein anderer Teil von den Presswerken selbst vermarktet wurde.
Nachdem Craig Anfang 1954 einen Schallplattenvertrag bei Dot Records unterschrieben hatte, erschien als erste Single bei Dot eine Koppelung der beiden größten Erfolge Craigs: Near You auf der A-Seite, Beg Your Pardon auf der B-Seite. Die Single hatte keinen Erfolg.

## Coverversionen des Jahres 1947
Unter den zwanzig meistverkauften Singles in den USA im Jahre 1947 befinden sich drei Singles mit dem Titel Near You: Die Originalversion von Francis Craig auf Platz 1, die Instrumentalversion des Larry Green Orchesters auf Platz 8 und die Version der Andrews Sisters auf Platz 16. Eine Verkaufspolitik der Major-Label bestand damals darin, erfolgreiche Titel der Independent-Label zu covern.
Unmittelbar nach den ersten Erfolgen der Craig-Aufnahme im Radio brachte Capitol Records eine Aufnahme von Near You mit dem Boogiegitarristen Alvino Rey und seinem Orchester auf den Markt. Den Gesangspart übernahm Jimmy Joyce, doch beherrscht wird die Aufnahme vom Gitarrenspiel Alvino Reys auf seiner Pedal-Steel-Gitarre. Der Chor des Alvino Rey Orchesters begleitet die Aufnahme durch den rhythmischen Gesang bedeutungsloser Silben. Die Single war Reys fünfte und letzte Top-Ten-Platzierung, die Platte erreichte am 17. Oktober 1947 Platz 9 der Charts.
Columbia Records veröffentlichte den Titel in einer Version des Pianisten und Bandleaders Elliot Lawrence. Die Aufnahme war vom Aufbau her stark an der Originalversion angelehnt, vom Stil her aber nicht die sentimentale, rhythmische Ballade, wie Craig den Titel eingespielt hatte, sondern schwungvoller und dynamischer. Der Gesangspart wurde von Rosalind Patton übernommen. Mit dieser Aufnahme schaffte Elliot Lawrence seinen einzigen Top-Ten-Hit, am 3. Oktober 1947 notierte er in den Charts, der Titel konnte sich zwei Wochen in den Charts halten und belegte Platz 9.

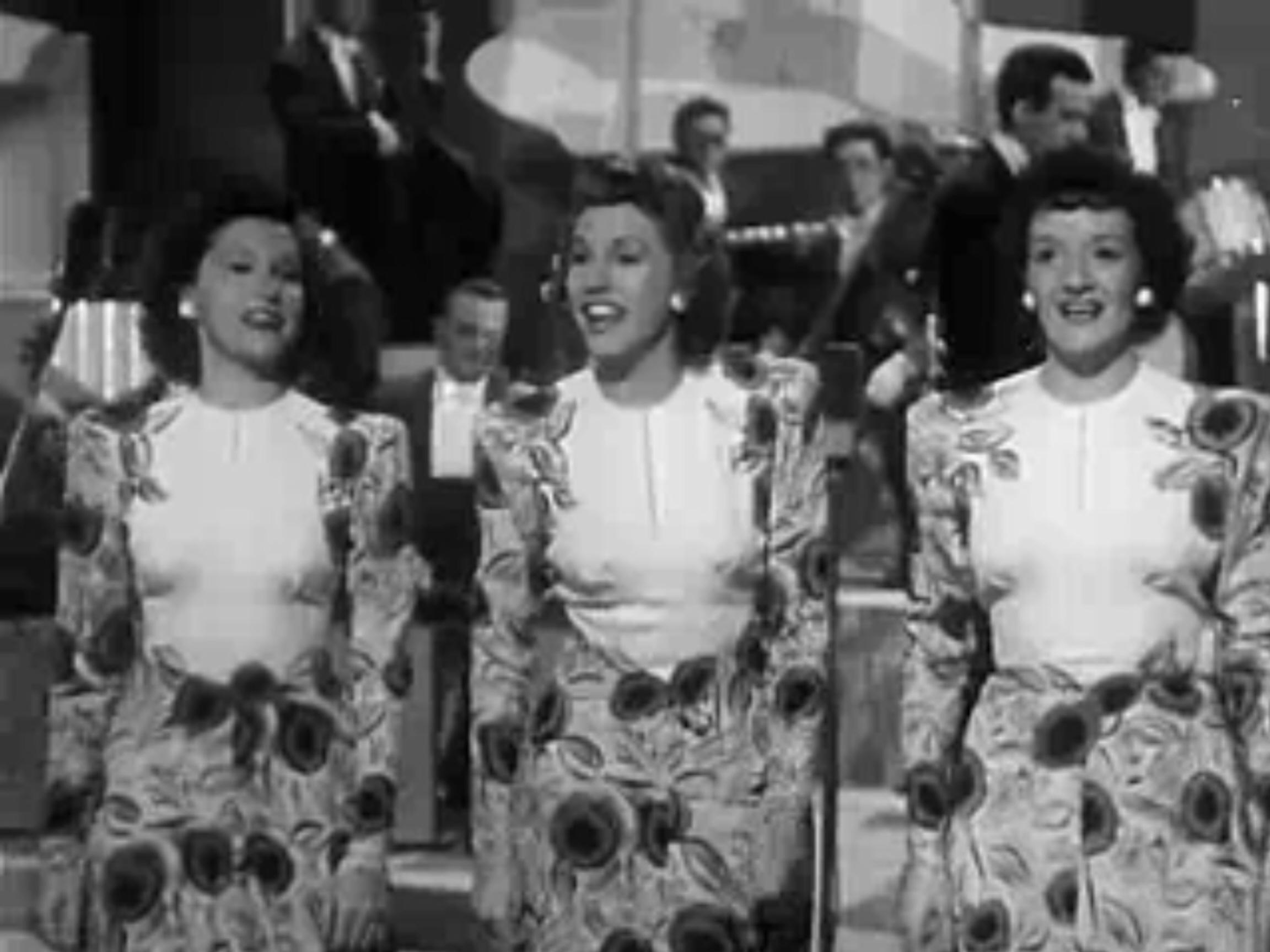
The Andrews Sisters

Decca Records ließ niemanden Geringeres als die Andrews Sisters den Titel aufnehmen. Die Andrews Sisters wurden begleitet vom Orchester Vic Schoen. Der Aufbau des dreiminütigen Songs weicht stark von der Craig-Version ab. Nachdem in der ersten Minute der Songtext sehr melodiös und nur von einem Klavier und einer kleinen Rhythmusgruppe begleitet von den Andrews Sisters gesungen wird, leitet ein fanfarenartiger Einsatz der Bläsergruppe während des Gesangsparts zum instrumentalen Teil über, der in der ersten Hälfte allein vom Klavier bestritten wird, im zweiten Teil kommen die Bläser hinzu. Das letzte Drittel des Songs wird wieder von den Andrews Sisters gesungen, diesmal von einem sehr zurückhaltenden Klavier und dominierenden Bläsern begleitet. Die Version der Andrews Sisters notierte erstmals am 3. Oktober 1947 in den Charts, erreichte Platz 4 und konnte sich zehn Wochen unter den Top Ten halten.
Die erfolgreichste Coverversion stammt von dem RCA-Orchester unter Leitung des Arrangeurs Larry Green. Die Aufnahme beginnt ähnlich wie die Version Craigs mit einem etwa eineinhalbminütigen Klaviersolo und einer hier stärker in den Vordergrund tretenden Rhythmusgruppe, wobei punktuell Geigen eingesetzt werden. Im Mittelteil singt ein Chor sehr emotionslos und distanziert den Text, jeweils abwechselnd von Geigen und Bläsergruppe begleitet. In der letzten halben Minute des Titels wird das musikalische Thema erneut von einem Klavier mit begleitender Rhythmusgruppe gespielt. Die Aufnahme endet mit einem kurzen, fanfarenartigen Bläsereinsatz. Die Aufnahme notierte am 10. Oktober 1947 erstmals in den Charts, erreichte Platz 3 und blieb 13 Wochen in den Charts. Dieses Erfolgsrezept wollte RCA bei dem folgenden Hit Craigs Beg Your Pardon wiederholen, auch hier erreichte die Coverversion Greens die Top Ten. Es waren jedoch die einzigen Top-Ten-Hits in der Karriere Greens.
Neben den oben vorgestellten Coverversionen, die sich in den Charts platzieren konnten, erschienen bis Ende 1947 folgende weitere Aufnahmen von Near You als Singles: The Auditones (Rainbow 10025), Dolores Brown & the Auditions (Sterling 3001), Victor Lombardo (Majestic 7263), Lonzo and Oscar and their Winston County Pea Pickers (RCA Victor 20-2502), Four Bars and a Melody (Savoy 657), Flash and Whistler (Universal U-6) und Glenn Davis (Midwest Recorded Specialties 263).
Die mit sehr viel Werbeaufwand in Billboard versehene Version von Dick „Two Ton“ Baker, der darauf spezialisiert war, bekannte Songs möglichst originalgetreu nachzusingen, wurde mit einem Medley aus drei anderen Titeln auf der B-Seite veröffentlicht (Mercury 5066). Die Version von Two Ton Baker ist dem Original sehr ähnlich, wenngleich das Klavierspiel sehr viel holperiger klingt als im Original und die Bläsergruppe der Originalversion durch eine Gitarre ersetzt wird. Erfolg war der Single nicht beschieden.

## Themasong derMilton Berle Show
Die Milton Berle Show, die von 1948 bis 1953 zunächst unter dem Titel Texaco Star Theater ausgestrahlt wurde, war die beliebteste Unterhaltungssendung in der Frühphase des Fernsehens in den USA. Die Sendung lief unter verschiedenen Titeln vom 8. Juni 1948 bis um 6. Januar 1967. Nach 1956 verlor die TV-Show vor dem Hintergrund neuer Sendeformate wie „Toast Of The Town“, später die „Ed Sullivan Show“, ihre Position als beliebteste Musik- und Unterhaltungssendung. Als Themasong wählte Berle „Near You“, das er seit 1948 am Ende einer jeden Sendung sang. Als Themasong der beliebtesten TV-Unterhaltungssendung der Vor-Rock ’n’ Roll-Ära blieb der Song über seinen Erfolg im Jahre 1947 hinaus langfristig als Standard im Bewusstsein der Bevölkerung präsent.

## Spätere Coverversionen (Auswahl)
Seit dem Erscheinen des Titels 1947 sind zahlreiche Coverversionen veröffentlicht worden. In den US-Singlecharts konnten sich zwar nur die Versionen von Roger Williams (1958) und Boz Scaggs (1971) platzieren, jedoch befand sich der Song auf folgenden Alben, die in den Album-Charts notiert wurden: Billy Vaughn Golden Saxophones (1960), Nat King Cole Dear Lonely Hearts (1962), Ferrante & Teicher Golden Piano Hits (1962), Bill Justis 12 More Big Instrumental Hits (1963) und Bill Black’s Combo Bill Black’s Combo Goes Bigband (1964).
1958 gelang Roger Williams mit seiner Fassung von Near You nach seinem Nummer-eins-Hit Autumn Leaves aus dem Jahre 1955 sein zweiter Top-Ten-Erfolg. Die Single notierte am 18. August 1958 erstmals in den Charts und erreichte Platz 10, sie konnte sich 17 Wochen in den Hot-100 halten. Die Version von Roger Williams war die erfolgreichste Coverversion nach 1947.
Jerry Lee Lewis nahm den Titel 1959 für Sun Records als Instrumental auf. Drei Aufnahmen wurden gemacht, jedoch wurde der Titel während seiner Vertragszeit bei Sun nicht veröffentlicht. Die Version von Lewis erschien erstmals 1975 auf dem in Großbritannien erschienenen Album Jerry Lee Lewis & His Pumping Piano (UK-Katalognummer: Charly CR 30002). Alle drei Aufnahmen wurden 1983 im Rahmen der zwölf LPs umfassenden Sammlung The Sun Years veröffentlicht.
1964 nahmen The Migil Five in England nach ihrem Hiterfolg Mockin’ Bird Hill das Lied als Nachfolgesingle in einer Ska-Version auf. Sie kamen damit in die Top 40 der britischen Charts.
Der Titel wurde im Dezember 1974 von Tammy Wynette und George Jones aufgenommen, und es war die letzte gemeinsame Aufnahmesession vor ihrer Scheidung. Der Titel wurde von Billy Sherill produziert und von der Plattenfirma Epic Records zunächst nicht veröffentlicht. Erst nachdem Wynette und Jones in einer gemeinsamen Aufnahmesession 1976 den Country-Hit Golden Ring aufgenommen hatten, wurde ihre Version von Near You im Dezember 1976 veröffentlicht (Epic 50314) Die Single erreichte am 4. Februar 1977 den ersten Platz der Country-Charts und konnte sich dort zwei Wochen halten.